# Le Commissaire Pepe
Pour plus de détails, voir Fiche technique et Distribution.
Le Commissaire Pepe (Il commissario Pepe) est un film italien réalisé par Ettore Scola, sorti en 1969.

## Synopsis
Dans une petite ville de province apparemment sans histoire, le commissaire Antonio Pepe, en plus de recevoir des quotidiennes lettres d'un corbeau dénonçant les mœurs corrompues des habitants, est enjoint par ses supérieurs à opérer officiellement une purge de moralité. Devant la soudaine masse d'inculpations que cela impliquerait, le fonctionnaire s'accorde quelques jours pour vérifier par lui-même toutes les pistes qu'on lui a indiquées. Outre le grand nombre d'insoupçonnés délinquants sexuels qu'il visite un à un, il ne tarde pas à découvrir que sa chère et tendre elle-même mène une double vie. Fournissant enfin le complet dossier à ses supérieurs, il se voit néanmoins ordonné d'en retirer les noms de nombreux notables dont l'arrestation bouleverserait trop la bonne gestion de la commune : un chirurgien de renom, la directrice d'une œuvre de charité, la fille du préfet, le fils d'un gros industriel local, etc. Prenant alors conscience qu'on lui demandait en fait d'effectuer une purge « de façade » en vue de très prochaines élections, il renonce à s'en rendre complice au risque de se voir définitivement « mis au placard ».

## Fiche technique
- Titre : Le Commissaire Pepe
- Titre alternatif : Le Fouineur
- Titre original : Il commissario Pepe
- Réalisation : Ettore Scola
- Scénario : Ruggero Maccari et Ettore Scola d'après le roman d'Ugo Facco de Lagarda
- Production : Pio Angeletti et Adriano De Micheli
- Musique : Armando Trovaioli
- Photographie : Claudio Cirillo
- Montage : Tatiana Casini Morigi
- Pays d'origine :  Italie
- Format : couleurs - 2,35:1 - mono - 35 mm
- Genre : comédie dramatique, comédie policière
- Durée : 107 minutes
- Date de sortie : 
  -  Italie : 2 octobre 1969 (Rome) ; 4 octobre 1969 (Turin) ; 9 octobre 1969 (Milan)
  -  France : 5 octobre 1979 (Paris)

## Distribution
- Ugo Tognazzi (VF : Jacques Deschamps) : le commissaire Antonio Pepe
- Silvia Dionisio : Silvia
- Gaetano Cimarosa (VF : Jacques Thébault) : l'agent Nino Cariddi
- Giuseppe Maffioli (it) (VF : Raoul Delfosse) : Parigi, le mutilé de guerre
- Marianne Comtell : Matilde Carroni
- Dana Ghia (VF : Évelyn Séléna) : sœur Clémentine (Clementina en VO)
- Elsa Vazzoler (VF : Paule Emanuele) : la vieille prostituée
- Veronique Vendell (VF : Monique Thierry) : Maristella Diotallevi
- Rita Calderoni : Clara Cerveteri
- Elena Persiani (VF : Danielle Volle) : la marquise Norma Zaccarin
- Umberto Simonetta (it) : le Dr Pontini
- Gino Santercole : Oreste
- Michele Capnist (VF : Gabriel Cattand) : le Dr Mario Valenga
- Anacleto Lucangeli (VF : Jacques Morel) : le procureur
- Virgilio Scapin (VF : Jacques Ferrière) : le comte Lancillotto
- Ampelio Sommacampagna (VF : Jacques Dynam) : le brigadier Zanon
- Mirko Vucetich (VF : Gérard Férat) : Carlo Azuna
- Giuseppe Ungaretti (VF : Jean-Henri Chambois) : lui-même (non crédité)

## À noter
- Dans le rôle remarqué de Nicola Parigi, le mutilé aigri et misanthrope, Giuseppe Maffioli (it), acteur alors non professionnel, fait ici sa toute première apparition à l'écran.